# Gonzalo Vázquez de Coronado y Arias Dávila
Gonzalo Vázquez de Coronado y Arias Dávila (Santiago de Guatemala, capitanía general homónima, 1552 - hacienda entre Aranjuez y Esparza, 13 de agosto de 1612) fue el segundo adelantado de Costa Rica desde finales de 1565, y a principios 1600 hasta 1604 fue asignado en el cargo de gobernador interino de la provincia de Costa Rica.

## Biografía

### Origen familiar y primeros años
Gonzalo Vázquez de Coronado y Arias Dávila había nacido en 1552 en la ciudad de Santiago de Guatemala —actual Antigua Guatemala— de la capitanía general homónima que formaba parte del Virreinato de Nueva España.
Su padre era Juan Vázquez de Coronado, primer adelantado de Costa Rica, e Isabel Arias Dávila era su madre, que a su vez era una hija del capitán Gaspar Arias de Ávila, un primo hermano del gobernador nicaragüense Pedrarias Dávila, y de Juana de Poblete. Su abuelo paterno era el homónimo Gonzalo Vázquez de Coronado, alguacil mayor de la Real Audiencia y Chancillería de Valladolid, un hermano de Francisco Vázquez de Coronado quien fuera gobernador de Nueva Galicia, y su abuela era Catalina de Anaya.
Tuvo tres hermanos: Carlos Vázquez de Coronado y Arias Dávila (n. ca. 1554), caballero de la Orden de Santiago, regidor y procurador general, que se unió en matrimonio con Jerónima Zaballos del Mármol, una hija de Pedro de Zaballos y de María de Mármol, con quien tuvo a Antonio Vázquez de Coronado y Zaballos, le seguía Juan Vázquez de Coronado y Arias Dávila (n. ca. 1556) que se enlazó con Juana de Figueroa pero de quien no hubo descendientes, y la menor era Juana Vázquez de Coronado y Arias Dávila (n. ca. 1558) casada con su concuñado Antonio Rodríguez del Padrón —ya que era hermano de Ana— para concebir a Sebastián Rodríguez de Coronado.

### Matrimonio y descendencia
El adelantado Gonzalo Vázquez de Coronado contrajo matrimonio en Guatemala con Ana Rodríguez del Padrón. De este matrimonio nacieron al menos dos hijos:
- Juan Vázquez de Coronado y Rodríguez del Padrón,[10] III adelantado de Costa Rica[10] desde 1612.
- Diego Vázquez de Coronado y Rodríguez del Padrón,[10] IV adelantado[10] desde 1624.

Además, posiblemente con Isabel de Obando (n. Guatemala) tuvo dos hijas extramatrimoniales, que se radicaron en la gobernación de Costa Rica:
- Andrea Vázquez de Coronado[11][12] (Guatemala, 1580[11] - gobernación de Costa Rica, 1673)[11] quien se uniera en matrimonio con Diego Peláez de Lermos[11][12] (n. ca. 1570), con quien pasó a Costa Rica entre 1611 y 1612,[12] para acompañar a su padre que estaba solo y enfermo,[12] y fruto de dicho enlace nació Antonia Vázquez de Coronado y Peláez[13] (n. ca. 1600) la cual se casó hacia 1620 con Sebastián Pereira Cardoso y Acuña[13] (n. ca. 1595) para concebir a Isabel de Obando Pereira-Cardoso y Vázquez de Coronado[14] (n. Cartago, e/ 1º y 17 de enero de 1622), quien más tarde se enlazaría en 1638[14] con el sargento mayor[14] José de Sandoval Ocampo[14] (n. 1612),[14] maestre de campo,[14] alcalde ordinario de Cartago[14] en 1640,[15] 1641,[15] 1661,[15] 1665[15] y 1667,[15] y corregidor de Pacacua,[14] siendo hijo del capitán Francisco de Ocampo Golfín y Carrillo de Figueroa,[14][16] teniente de gobernador de Cartago,[16] y de Inés de Benavídes Solano.[14]

- Isabel Vázquez de Coronado[12] (n. ca. 1582) que se casó en el año 1612[12] con Pedro de Vargas y Padilla[12] (n. Córdoba,[12] reino homónimo de los cuatro de Andalucía, Corona de España, 1584),[12] quien como soldado de caballería[12] había pasado a Sevilla[12] y luego embarcado en Cádiz[12] llegaría a los reinos de Indias en noviembre[12] de 1602,[12] siendo un hijo de los hispano-andaluces Alonso de Vargas[12] y de María de la Concepción Padilla y Molinos.[12] La pareja pasó a la ciudad costarricense de Cartago entre 1613 y 1614,[12] luego del fallecimiento del adelantado.[12]

## Adelantado de Costa Rica
En octubre de 1565, al fallecer su padre en un naufragio, heredó el trato como II adelantado de Costa Rica, título que le había sido concedido a su progenitor pocos meses antes por el rey Felipe II de España. En Guatemala conformó una armada improvisada para repeler al corsario inglés Francis Drake.
Sin embargo, la transmisión formal de esa dignidad nobiliaria no fue efectuada sino hasta la confirmación del soberano Felipe II el 24 de marzo de 1586. El adelantamiento en ese entonces no tenía una función política ni militar de ningún tipo, era más bien honorífico, aunque llevaba aparejada una renta anual de mil pesos que debían salir de la Real Caja de Nicaragua.
Junto con el título, la Corona había concedido al primer adelantado un señorío territorial de cuatro leguas cuadradas en Costa Rica y la encomienda de Naolingo, Naolinco, Naolimpo o Nahulingo, cerca de la ciudad de Sonsonate de la alcaldía mayor homónima, los cuales también heredó. No se conoce la ubicación de aquel feudo, aunque es posible que haya estado localizado en las vecindades de la ciudad de Esparza, donde Gonzalo Vázquez de Coronado y sus hijos tuvieron valiosas propiedades a principios del siglo XVII.

## Gobernador interino de Costa Rica

### Nombramiento real
En 1599, por haber fallecido en Cartago el gobernador titular Fernando de la Cueva y Escobedo, la Real Audiencia de Guatemala nombró como gobernador interino de Costa Rica al II adelantado Gonzalo Vázquez de Coronado y Arias Dávila quien se trasladó a Cartago poco después a tomar posesión de su cargo.

### Gestión de gobierno
Llegó a Cartago en los primeros días de 1600 y allí el entonces alcalde ordinario Antonio de Carvajal, que ejercía el mando gubernamental interinamente, le hizo entrega del gobierno de la provincia. Durante su administración se construyó el llamado camino de mulas, importante vía de comunicación terrestre que unía el Valle Central de Costa Rica con la región de Chiriquí, en la costa del Pacífico de Panamá.
Aunque fue popular entre los habitantes de Costa Rica por su carácter bondadoso y afable, también se criticó su escasa energía y la excesiva tolerancia que tuvo hacia una serie de vicios que proliferaban en Cartago.

### Sucesión del mando
En el mes de mayo de 1604 entregó el mando de la provincia al nuevo gobernador Juan de Ocón y Trillo, nombrado por el rey Felipe III de España, quien llevó a cabo su juicio de residencia y con el cual tuvo serios enfrentamientos.

### Gobernador del Duy y Mexicanos
En 1607 pidió al presidente Alonso Criado de Castilla de la Real Audiencia de Guatemala que le encomendase la conquista de la bahía Almirante —en la actual provincia panameña de Bocas del Toro— ya que le parecía más factible al haberse fundado como base de operaciones la nueva ciudad de Santiago de Talamanca el pasado 10 de octubre de 1605, por el maestre de campo Diego de Sojo y Peñaranda, primer alcalde ordinario desde su fundación.
Finalmente el 17 de febrero de 1610, el adelantado Gonzalo Vázquez de Coronado fue nombrado por la Real Audiencia de Panamá como gobernador de la recién creada provincia del Duy y Mexicanos, continuando así la labor de conquista de la región, y al mismo tiempo asignó en el cargo de teniente de gobernador general de Talamanca al alcalde Diego de Sojo.
Poco tiempo después, tuvo que abandonar la empresa conquistadora por cuestiones de salud dejando el mando en manos de su teniente general Sojo y Peñaranda, pero por los presuntos abusos de este último cometidos contra los indígenas, provocó una violenta sublevación y el abandono de la ya citada ciudad de Santiago de Talamanca el 12 de septiembre de mismo año, con lo que quedó de hecho extinguida la tenencia de gobierno homónima y la nueva provincia de Duy y Mexicanos, trayendo como consecuencia su reincorporación nominal a la gobernación de Costa Rica.

### Fallecimiento y sucesión del título de adelantado
Luego de la labor conquistadora cayó enfermo, pasando a residir en su finca pero sin la compañía de su esposa, tal vez por morar en otro lado o por no haberle sobrevivido. Al estar hostilizado por el gobernador costarricense Juan de Ocón y Trillo, sumado a que estaba empobrecido, solo y enfermo, su hija natural Andrea se quedó con él para cuidarlo en los últimos momentos de su vida.
El adelantado Gonzalo Vázquez de Coronado y Arias Dávila falleció el 13 de agosto de 1612 en su hacienda, ubicada entre la desaparecida localidad costarricense de Aranjuez —que había sido despoblada en 1574— y la ciudad de Esparza.
Su título fue heredado por su hijo primogénito Juan Vázquez de Coronado y Rodríguez del Padrón.